# Penicillium chrysogenum
Penicillium chrysogenum (Charles Thom, 1910), sinonim Penicillium notatum (Richard Westling, 1811), este o specie de fungi din increngatura Ascomycota în familia Aspergillaceae și de genul Penicillium. Este un saprofit pe scară largă care trăiește în principal în materie organică moartă care se descompune și are un rol semnificativ în ciclul al ecosistemelor pământului. Specia a devenit cunoscută în principal prin descoperirea penicilinei din Penicillium chrysogenum de către Alexander Fleming în 1928. Astăzi, specia este folosită pentru producția industrială de penicilină. Se dezvoltă cu predilecție pe alimente stricate și poate declanșa alergii la om.

## Istoric
În anul 1910, specia a fost descrisă pentru prima dată ca Penicillium chrysogenum de către microbiologul și micologul american Charles Thom (1872-1956) în jurnalul științific Bureau of Animal Industry Bulletin, stabilit în United States Department of Agriculture, iar denumită și descrisă independent de Thom un an mai târziu ca Penicillium notatum de farmacistul și botanistul suedez Richard Westling (1868-1942), de verificat în articolul său publicat în volumul 4 al jurnalului botanic Svensk Botanisk Tidskrift.
Taxonul lui Westling a fost folosit pentru multe decenii drept nume binomial, până ce s-a  determinat, că cel al lui Thom ar fi cel corect, fiind mai vechi. Toate celelalte încercări de redenumire nu sunt folosite și pot fi neglijate.

## Habitat
Pentru a crește, specia are nevoie de o temperatură minimă de 4 °C, în mod optim o temperatură ambiantă de 23 °C. Temperatura maximă la care a fost încă observată o creștere este de 37 °C. Penicillium chrysogenum este, așadar  psihrofiltolerant și astfel un cosmopolit. A fost găsit chiar și în gheața sub ghețarii arctici. În zonele temperate, soiul reprezintă cea mai comună ciupercă. În natură, specia este omniprezentă. Se găsește în sol, pe fructe în mâncare și ca spori în aer. Cu toate acestea, preferă să se dezvolte în sol umed, unde descompune părțile moarte ale plantelor.